# Felipe Santiago Gutiérrez

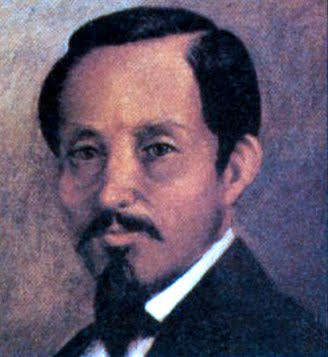
Felipe Santiago Gutiérrez

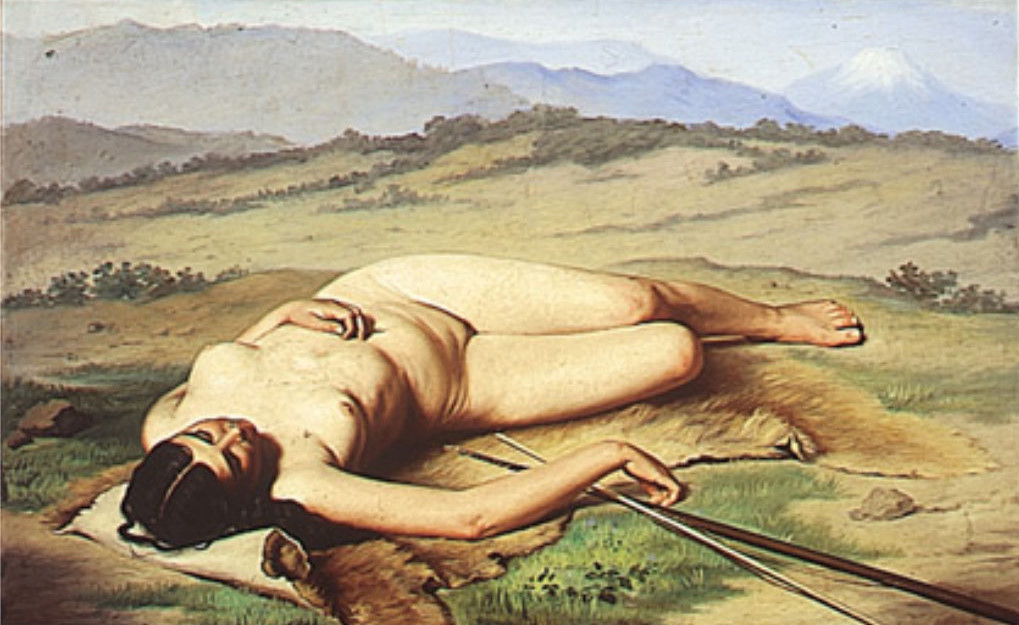
„A caçadora dos Andes“, 1891

Felipe Santiago Gutiérrez (* 20. Mai 1824 in Texcoco; † 4. April 1904 ebenda) war ein mexikanischer Maler.

## Werdegang
Er besuchte die Schule in seiner Heimatstadt und setzte seine Ausbildung 1836 an der Academia de San Carlos  in Mexiko-Stadt fort. Dort war er ein Schüler des katalanischen Malers Pelegrín Clavé. Felipe Santiago Gutiérrez lebte ab 1848 in Toluca. Zwischen 1848 und 1854 reiste er innerhalb des Landes als Lehrer des Literarischen Institut für Toluca. Studienreisen führten ihn von 1862 und 1868 in die USA und  von 1868 bis 1872 studierte er in Rom, Paris, Madrid, Barcelona, Florenz, Bologna und Turin. 1872–73 besuchte er New York, wo er mit dem kolumbianischen Schriftsteller und Diplomat Rafael Pombo zusammentraf, der ihn nach Bogota einlud. In Kolumbien erhielt er zahlreiche Auszeichnungen und Anerkennungen. Er war dort auch Gründungsdirektor der Akademie der Bildenden Künste, die am 20. Juli 1886 eröffnet wurde. Felipe Santiago Gutiérrez starb an Altersschwäche am 4. April in der seiner Geburtsstadt Texcoco.

## Werke
Heute gibt es das „Museo Felipe Santiago Gutiérrez“ in Toluca (Mexiko), das einen Teil seiner Werke zeigt. Das Nationalmuseum von Kolumbien besitzt mit zwölf Ölbildern die größte öffentliche Sammlung von Werken des Künstlers in Kolumbien. Andere Museen und Bibliotheken mit Werken des Künstlers befinden sich in der Bibliothek Luis Ángel Arango (Bogotá), Universidad Nacional de Colombia (Bogotá), Quinta de Bolívar (Bogotá), Academy of Language (Bogotá), Museo Nacional de Arte (Mexiko-Stadt), Convento de Toluca (Mexico) und anderen Landesmuseen.